# 鶴の恩返し

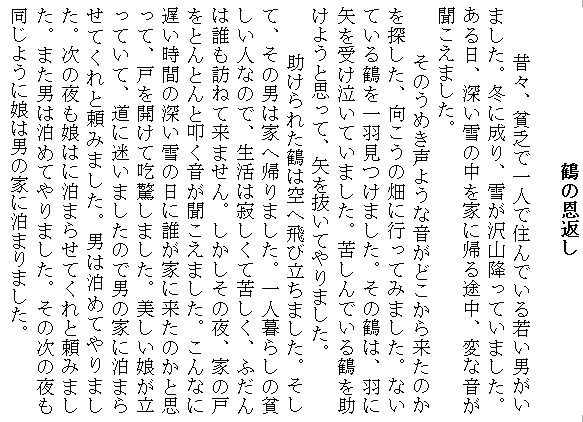

鶴の恩返し（つるのおんがえし）は、鶴が人間に恩を返す内容の日本の民話。動物報恩譚の一つ。

## 概要

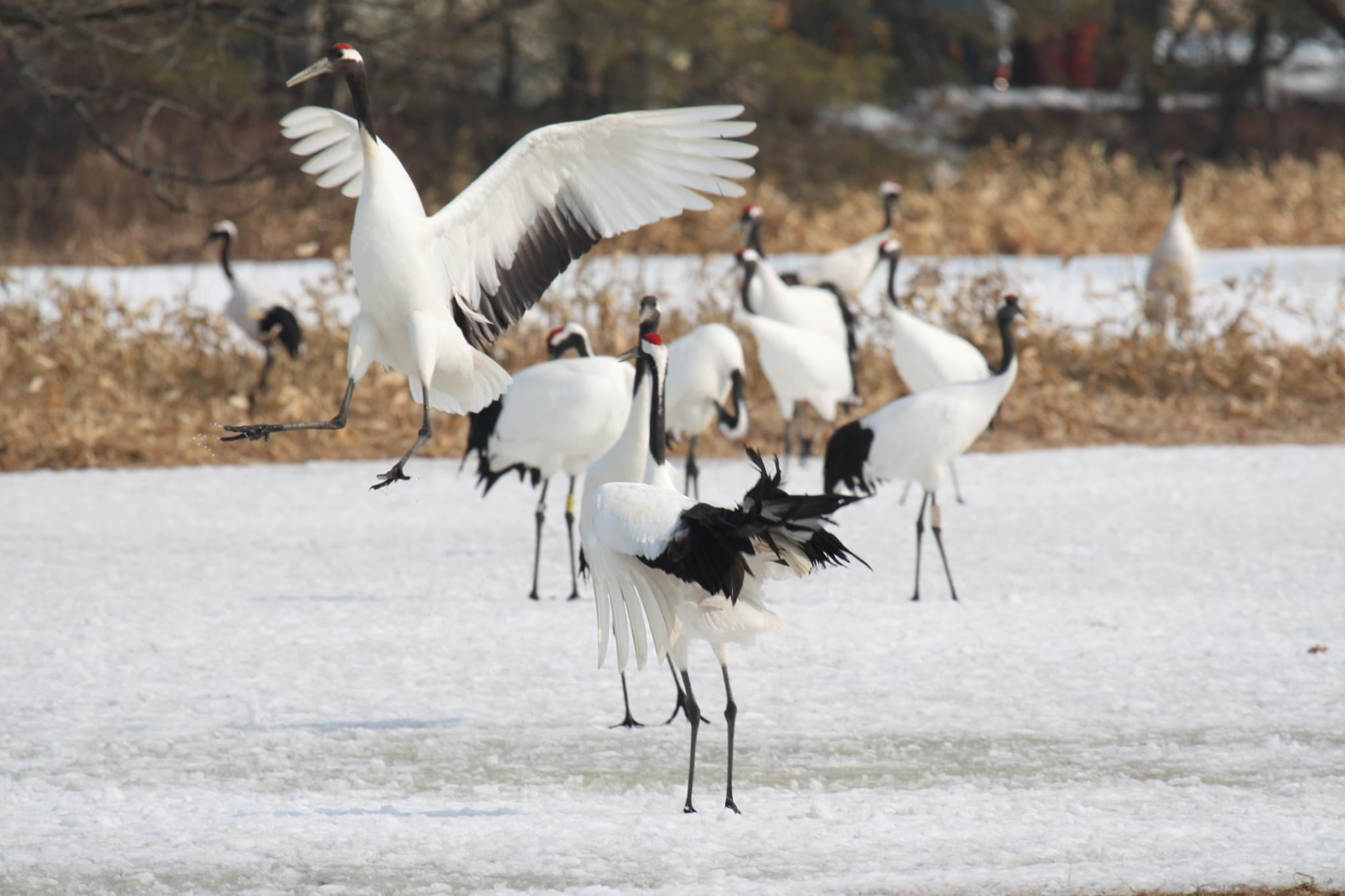
日本で代表的な鶴のイメージの丹頂鶴

一般に「翁が罠にかかった鶴を助け、その鶴が人間の女性に姿を変えて翁とその妻に恩を返す」という筋立てが知られている。類似する話は日本全国で報告されており、文献・伝承によって細部で差違が見られる。
- 鶴を助けた人物が翁ではなく若者である。
- その若者と人間に化けた鶴が世帯を持つ異類婚姻譚である。この類型は「鶴女房（つるにょうぼう）」として知られる。
- 老夫婦ではなくて、老爺の一人暮らしであった。
- 鶴は買ってきた糸でなく、自分の羽毛で機を織り、そのせいで日に日に痩せ細る娘を見かね、怪訝に思った翁が、機織りの部屋を覗く。
- 娘が鶴に戻り若者の元を去った後、若者は自分の行いを悔やんで僧となる。

一説には唐代のものとされる「鶴氅裘（かくしょうきゅう）」の寓話が原型であるという。
古今東西に広く見られる「見るなのタブー」をモティーフとした物語の一つでもある。

## 物語
昔々、ある所に貧しい老夫婦が住んでいた。ある冬の雪の日、老爺が町に薪を売りに出かけると、猟師の罠にかかった一羽の鶴を見つける。かわいそうに思った彼は、鶴を助けた。激しく雪が降り積もるその夜、美しい娘が夫婦の家へやってきた。親に死に別れ、会った事もない親類を頼って行く途中、道に迷ったので一晩泊めて欲しいと言う娘を、夫婦は快く家に入れてやる。次の日も、また次の日も雪はなかなか止まず、娘は老夫婦の家に留まっていた。その間、娘は甲斐甲斐しく夫婦の世話をし、彼らを大そう喜ばせた。ある日娘が、顔も知らない親戚の所へ行くより、いっそあなた方の娘にして下さい、と言う。老夫婦は喜んで承知した。
その後も孝行して老夫婦を助けていた娘が、ある日「布を織りたいので糸を買ってきて欲しい」と頼むので老爺が糸を買って来ると、娘は「絶対に中を覗かないと約束して下さい」と夫婦に約束を言い渡して部屋にこもり、三日三晩不眠不休で布を一反織り終わった。「これを売って、また糸を買ってきて下さい」と彼女が夫婦に託した布は大変美しく、たちまち町で評判となり、高く売れた。老爺が新しく買ってきた糸で、娘は2枚目の布を織り、それはいっそう見事な出来栄えで、更に高い値段で売れ、老夫婦は裕福になった。
しかし、娘が3枚目の布を織るためにまた部屋にこもると、初めのうちは辛抱して約束を守っていた老夫婦だが、娘はどうやってあんな美しい布を織っているのだろうと疑問を抱き、老妻の方がついに好奇心に勝てず約束を破って覗いてしまった。娘の姿があるはずのそこには、一羽の鶴がいた。鶴は自分の羽毛を抜いて糸の間に織り込み、きらびやかな布を作っていたのである。もう羽毛の大部分が抜かれて、鶴は哀れな姿になっている。驚いている夫婦の前に機織りを終えた娘が来て、自分が老爺に助けてもらった鶴だと告白し、このまま老夫婦の娘でいるつもりだったが、正体を見られたので去らねばならないと言うと、鶴の姿になり、別れを惜しむ老夫婦に見送られ空へと帰っていき、二度と戻ってこなかった。

## 学研映画
学研映画局によって『つるのおんがえし』のタイトルで1965年に人形アニメーション化され、1966年7月31日に東宝系で公開された。上映時間17分、イーストマン・カラー、文部省特選。
スタッフ
- 製作：学研映画局、原正次
- 製作担当：森下博美
- 企画：日本勧業銀行
- 脚本：神保まつえ
- 演出：渡辺和彦
- 撮影：平井寛、阿倍行雄
- 人形アニメーター：秋山純子、和田京子
- 人形：佐々木章
- 装置：中川涼
- 効果：園田芳竜
- 録音：アオイスタジオ[2]

声の出演
- 増山江威子
- 内村軍一
- 加藤玉枝
- 内山森彦
- 山本嘉代子
- 吉川和子[2]

受賞
- 文部大臣賞
- 厚生大臣賞
- 第12回教育映画祭最高賞
- 東京都教育映画コンクール金賞
- 第20回毎日映画コンクール教育文化映画賞[2]

同時上映
- フランケンシュタインの怪獣 サンダ対ガイラ
- ジャングル大帝